# 田中一雄 (官吏)
田中 一雄（たなか かずお、1885年（明治18年）11月20日 - 没年不明）は、大正から昭和時代前期の公吏。東京市葛飾区長、荒川区長。

## 経歴
田中徳次郎の三男として静岡県に生まれる。静岡県書記を振り出しに静岡市主事、渋谷町税務課長、中野区税務課長、東京市社会局、東京市会事務局庶務課長などを経て、1938年（昭和13年）10月、葛飾区長に就任。1940年（昭和15年）8月、荒川区長に転じた。